# NGC 4912
NGC 4912 je jedan do danas nepotvrđeni objekt u zviježđu Lovačkim psima. Sva promatranja poslije nisu na tom položaju uočila nikoji objekt.

## Vanjske poveznice
- (eng.) SEDS: NGC 4912
- (eng.) Revidirani Novi opći katalog
- (eng.) Izvangalaktička baza podataka NASA-e i IPAC-a
- (eng.) Astronomska baza podataka SIMBAD
- (eng.) VizieR